# Министерство вакуфов Египта
Министерство вакуфов Египта является одним из восемнадцати министерств в египетском правительстве, несет ответственность за религиозные пожертвования. Религиозные пожертвования, вакуфы, похожи на тресты, где доверенным лицом выступает отдельная мечеть (бенефициар вакуфа), или, как правило, все общество в целом. Примерами вакуфов являются участки земли, рынок, больница или любое другое здание, которое может услужить обществу.